# Đơn vị ở lớn Marseille
Đơn vị ở lớn Marseille (thường còn được biết dưới tên Unité d'Habitation) là một tác phẩm nổi tiếng của Kiến trúc Hiện đại, được kiến trúc sư Le Corbusier thiết kế. Công trình được xây dựng từ năm 1945 đến năm 1952, nằm tại số 280 đường Michelet, thành phố Marseille. Đây là một trong năm đơn vị ở lớn của Le Corbusier. Sau này, Le Corbusier còn thiết kế một loạt các đơn vị ở khác tại Rezé, Firminy, và Briey (Pháp) tại Berlin (Đức). Nhưng công trình tại Marseille là nổi tiếng nhất.
Tòa nhà này dài 165 m, rộng 24 m, cao 56 m, có 17 tầng được đặt trên một hệ cột chống. Trong nhà có 15 tầng để ở, chứa được 337 hộ gia đình từ độc thân đến 10 người. Tầng 7, tầng 8 là khu dịch vụ công cộng. Tầng trên cùng có nhà trẻ, mẫu giáo. Trên mái có vườn hoa, bể bơi và đường chạy 300 m. Le Corbusier đã thể hiện quan điểm quy hoạch đô thị của mình ở công trình này, toàn bộ ngôi nhà là cả một thị trấn.
Để xây dựng công trình này, Le Corbusier đã lập ra xưởng thiết kế của các nhà xây dựng (Atelier des Bâtisseurs - AtBat). Xưởng này qui tụ các kiến trúc sư và các kĩ sư xây dựng, đặt dưới sự chỉ đạp của kĩ sư gốc Nga Vladimir Bodiansky. Ngoài ra có thêm sự cộng tác của các kiến trúc sư André Wogenscky và Georges Candilis tại công trường.